# Vishesh Chachra
Vishesh Chachra ist ein US-amerikanischer Schauspieler.

## Leben
Aufgrund seiner Herkunft spricht Chachra neben Englisch und Spanisch auch Urdu und Hindi. Er machte seinen Master of Business Administration an der Vanderbilt University in den Fächern Finanzen, Rechnungswesen, Strategie. Außerdem machte er seinen Bachelor an der Georgia Institute of Technology in Systems Engineering. In den folgenden Jahren arbeitete er bei Unternehmen wie Ingersoll Rand, Merrill Lynch und JMI Equity and Hunstman Gay Global Capital. Seit 2013 arbeitet er bei der OpenExchange, Inc. und gehört der Schauspieler-Gewerkschaft SAG-AFTRA an.
Er lernte bei Aaron Speiser Schauspiel und Comedy am Actors Comedy Studio. Seine erste Besetzung hatte er 2011 im Kurzfilm Z Corps. Er übernahm überwiegend Charakterrollen in verschiedenen US-amerikanischen Fernsehserien, war aber auch immer wieder in kleineren und größeren Rollen in Kurz- und Spielfilmen zu sehen.

## Filmografie
- 2011: Z Corps (Kurzfilm)
- 2013: 37 Myths of El Bigote (Kurzfilm)
- 2013–2015: Zeit der Sehnsucht (Days of Our Lives) (Fernsehserie, 2 Episoden)
- 2014: Chasing Ghosts
- 2014: Million Dollar Arm
- 2015: Sex Sent Me to the ER (Fernsehserie, Episode 1x31)
- 2015: Miss India America
- 2015: Daredevil Leaked Auditions (Mini-Fernsehserie)
- 2015: Lawless (Kurzfilm)
- 2015: My Crazy Ex (Fernsehserie)
- 2016: Spoiled
- 2016: Chee and T
- 2016: Independents – War of the Worlds (Independents’ Day)
- 2016: Hawaii Five-0 (Fernsehserie, Episode 7x02)
- 2016: Criminal Minds (Fernsehserie, Episode 12x05)
- 2017: Brooklyn Nine-Nine (Fernsehserie, Episode 4x17)
- 2017: The Student
- 2017: Life in Pieces (Fernsehserie, Episode 3x01)
- 2018: The Gifted (Fernsehserie, Episode 1x13)
- 2018: Silicon Valley (Fernsehserie, Episode 5x04)
- 2018: One Rule (Kurzfilm)
- 2018: Happy Birthday (Kurzfilm)
- 2018: Law Law Land the Series (Fernsehserie)
- 2018: Vice – Der zweite Mann (Vice)
- 2018: Manager Problems
- 2019: For the People (Fernsehserie, Episode 2x04)
- 2019: Cobra Kai (Fernsehserie, Episode 2x04)
- 2019: Line of Descent
- 2019–2020: Bob Hearts Abishola (Fernsehserie, 3 Episoden)
- 2020: She’s in Portland
- 2020: Acquitted by Faith
- 2020: Bulge Bracket (Fernsehserie, Episode 1x04)
- 2023: Magnum P.I. (Fernsehserie, Episode 5x04)